# Sh2-186
Sh2-186 est une petite nébuleuse en émission visible dans la constellation de Cassiopée.
Elle est située dans la partie nord de la constellation, à quelques degrés au nord-est de l'étoile κ Cassiopeiae. La période la plus appropriée pour son observation dans le ciel du soir se situe entre les mois d'août et de janvier et elle est considérablement facilitée pour les observateurs situés dans les régions de l'hémisphère boréal, où elle se produit circumpolaire jusqu'aux régions tempérées chaudes.
Il s'agit d'une petite région H II située à une distance d'environ 2 600 pc (∼8 480 al), sur le bord interne du bras de Persée. L'ionisation de ses gaz est due à la présence d'un objet fortement obscurci qui émet un rayonnement infrarouge, connu sous le nom de [DBS2003] 51 : il s'agit probablement d'un jeune amas ouvert prenant naissance à l'intérieur de la nébuleuse.